# Ліам Ґілліон
Ліам Ґілліон (англ. Liam Gillion, нар. 24 липня 2002, Окленд) — новозеландський футболіст, нападник клубу «Окленд Сіті».
Виступав за олімпійську збірну Нової Зеландії.

## Клубна кар'єра
Народився 24 липня 2002 року в Окленді. Вихованець юнацьких команд футбольних клубів «Манурева» та «Вестерн Сабербс».
У дорослому футболі дебютував 2022 року виступами за команду «Окленд Сіті», кольори якої захищає й донині. Ставав у її складі чемпіоном Нової Зеландії, тричі ставав клубним чемпіоном Океанії. 

## Виступи за збірну
2024 року був включений до заявки олімпійської збірної Нової Зеландії для участі у футбольному турнірі на тогорічних Олімпійських іграх у Парижі. Виходив на поле в усіх трьох іграх своєї команди, яка не подолала груповий етап турніру.

## Статистика виступів

### Статистика клубних виступів
Станом на 31 липня 2024
| Сезон             | Команда           | Чемпіонат         | Чемпіонат | Чемпіонат | Національний кубок | Національний кубок | Національний кубок | Континентальні кубки | Континентальні кубки | Континентальні кубки | Інші змагання | Інші змагання | Інші змагання | Усього | Усього | Усього |
| Сезон             | Команда           | Ліга              | Ігор      | Голів     | Ліга               | Ігор               | Голів              | Ліга                 | Ігор                 | Голів                | Ліга          | Ігор          | Голів         | Ігор   | Голів  |        |
| ----------------- | ----------------- | ----------------- | --------- | --------- | ------------------ | ------------------ | ------------------ | -------------------- | -------------------- | -------------------- | ------------- | ------------- | ------------- | ------ | ------ | ------ |
| 2022              | «Окленд Сіті»     | НЛ                | 20        | 4         |                    | -                  | -                  | ЛЧ                   | 3                    | 1                    | КЧС           | 1             | 0             | 24     | 5      |        |
| 2023              | «Окленд Сіті»     | НЛ                | 27        | 9         |                    | -                  | -                  | ЛЧ                   | 6                    | 3                    | КЧС           | 1             | 0             | 34     | 12     |        |
| 2024              | «Окленд Сіті»     | НЛ                | 12        | 9         |                    | -                  | -                  | ЛЧ                   | 7                    | 2                    |               | -             | -             | 19     | 11     |        |
| Усього за кар'єру | Усього за кар'єру | Усього за кар'єру | 59        | 22        |                    | 0                  | 0                  |                      | 16                   | 6                    |               | 2             | 0             | 77     | 28     |        |

## Титули і досягнення
- Чемпіон Нової Зеландії (1):

«Окленд Сіті»: 2022
- Клубний чемпіон Океанії (3):

«Окленд Сіті»: 2022, 2023, 2024